# Europrogettazione
Europrogettazione (contrazione di progettazione europea) è una tipologia di project management.
Il neologismo fu coniato a Venezia nel 1998 che indica l'insieme delle attività dirette all’ideazione, stesura e presentazione dei progetti europei, in risposta ad un bando emanato nel quadro di un programma europeo, progetti che consistono nella realizzazione di un determinato programma di attività proposto dagli stessi proponenti. Tale programma di attività, per essere finanziabile, deve caratterizzarsi come innovativo, presentare uno spiccato interesse europeo, risultare in sintonia con le politiche comuni, oltre che con le regole del programma e del bando all'interno del quale viene presentato. Inoltre, a presentarlo e realizzarlo dovrà essere un partenariato transnazionale che comprenda partner di diversi Paesi dell’Unione. Alcuni programmi europei aprono la partecipazione ai bandi anche a partenariati che comprendano partner non UE. 

## Storia

### Prima attestazione
Il termine europrogettazione è stato coniato a Venezia nella seconda metà degli anni novanta nell'ambito del progetto "Europélago", un progetto PASS II presentato da AICCRE (sezione nazionale del Consiglio dei Comuni e delle Regioni d'Europa), cofinanziato dalla Commissione europea e dalla Presidenza del Consiglio dei Ministri - Dipartimento della Funzione Pubblica. Questo progetto permise per la prima volta di mettere a punto, e testare partendo da situazioni di marginalità territoriale come le isole italiane, programmi didattici e modalità di avvicinamento all'europrogettazione di quelle organizzazioni (come gli Enti locali, le piccole imprese, associazioni) che palesavano le maggiori difficoltà ad utilizzarne le potenzialità.

### Diffusione
Nel 2020 il termine è entrato nell'enciclopedia Treccani, che lo definisce come "attività di ideazione, definizione formale e gestione tecnico-amministrativa di progetti di sviluppo sociale adatti a ricevere contributi dall'Unione Europea, svolta per conto di associazioni senza fini di lucro, imprese, istituzioni ed enti pubblici e privati".

## Attività
Le attività di europrogettazione possono interessare tanto gli enti pubblici (ministeri, università, comuni, aziende sanitarie, ecc.) che i privati (aziende, associazioni, fondazioni, ecc.) in quanto possibili beneficiari dei bandi europei ad essi destinati. Ogni fase in cui si sviluppa un progetto europeo deve rispondere e sottostare a regole precise e deve essere in primo luogo capace di rispondere con efficacia alle "chiamate" o "bandi" o "inviti a presentare proposte", in inglese "calls", che la Commissione europea pubblica nei diversi settori d'interesse comunitario, dall'agricoltura alle imprese, dalla cultura all'occupazione, ecc... 

## Competenze
All'europrogettista sono richieste diverse competenze:
- nell'ambito del project management, in quanto si occupa del coordinamento di attività, obiettivi, e risultati attesi dal progetto;
- contabili e finanziarie, utili per l'impostazione del bilancio e per la gestione amministrativa;
- di alta direzione, comunicazione, e di gestione delle relazioni, per la necessità di coordinare partenariati spesso estesi, e gestire i rapporti con l'Autorità di Gestione e i soggetti esterni;
- di contenuto tecnico, perché è a lui che spetta primariamente la generazione dell'idea progettuale, e/o la sua prima valutazione di coerenza della stessa rispetto al bando.

L'europrogettista può essere assunto dall'organizzazione o prestare la sua collaborazione come consulente esterno. In ragione dell'elevata competizione esistenti nei programmi gestiti direttamente dalla Commissione europea, l'attività dei professionisti dell'europrogettazione implica la sottoposizione a continuo aggiornamento e la sistematica coltivazione di relazioni pubbliche mirate alla costruzione dei partenariati. 
Tra gli europrogettisti si è recentemente delineata una figura parzialmente autonoma, quella dell'agente di progetto. Pur possedendo in toto le competenze dell'europrogettista, l'agente di progetto è colui che, pur non essendo (o essendo stato) coinvolto nella redazione del progetto, si occupa in tutto o in parte dei suoi aspetti strategici, organizzativi e gestionali, siano essi riferiti alla fase preliminare (ad esempio, la definizione dell'idea progettuale, la costruzione del partenariato), piuttosto che alla gestione vera e propria (coordinamento del partneriato e degli outputs, organizzazione degli eventi, rapporti con l'Autorità di gestione), importantissima e particolarmente delicata. In linea teorica questa partizione tende a distinguere l'europrogettista, inteso come autore del progetto, da chi ne è promotore, organizzatore o manager. In realtà la maggioranza dei professionisti che operano in questo settore attualmente non ritiene di potersi autolimitare in modo esclusivo all'uno o all'altro dei due ruoli, che vanno molto spesso esercitati entrambi, magari in tempi diversi.

## Formazione
Numerosi enti organizzano corsi di europrogettazione a diversi livelli e di varia durata. In particolare alcune università private o pubbliche, come ad esempio Venice International University e Università La Sapienza di Roma dedicano all'europrogettazione master o corsi singoli.